# Neuilly-en-Donjon
Neuilly-en-Donjon é uma comuna francesa na região administrativa de Auvérnia-Ródano-Alpes, no departamento Allier. Estende-se por uma área de 25,75 km². Em 2010 a comuna tinha 225 habitantes (densidade: 8,7 hab./km²).